# Nlakhwane
Nlakhwane – wieś w Botswanie w dystrykcie North East. Według spisu ludności z 2011 roku wieś liczyła 1583 mieszkańców.